# Spodnje Grušovlje
Spodnje Grušovlje este o localitate din comuna Žalec, Slovenia, cu o populație de 124 de locuitori.